# Angelo Tonelli
Angelo Tonelli (Lerici, 1954) è un poeta, storico della filosofia, traduttore e regista teatrale italiano.

## Biografia
Ha studiato Storia della filosofia antica a Pisa, sotto la guida di Giorgio Colli.
Ha tradotto dal greco antico tutto il teatro di Eschilo, Sofocle ed Euripide. Nel 2012 ha vinto il Premio Montale per la poesia.
Presidente dell’associazione Arthena, è anche direttore del festival culturale MithosLogos.

## Opere

### Saggistica
- I Greci in noi. Dalle origini della nostra cultura alla deriva transumanista, Meltemi, 2023, ISBN 978-88-551-9852-3.

### Traduzioni e curatele
- Oracoli caldaici, Milano, Coliseum Editore, maggio 1990, ISBN 978-88-776-4023-9; Collana BUR Classici greci e latini n.1051, Milano, Rizzoli, 1995-2008, ISBN 978-88-17-17051-2; [ Giuliano il Teurgo ], Collana Testi a fronte, Milano, Bompiani, 2016, ISBN 978-88-452-8123-5.
- Sesto Properzio, Il libro di Cinzia (Elegie, I), testo latino a fronte, Collana Letteratura universale, Venezia, Marsilio, 1999.
- Eschilo, Le tragedie, Collana Grandi Classici tascabili, Venezia, Marsilio, 2000, ISBN 88-31-772-80-5; Collana UEF, Milano, Feltrinelli, 2022.
- Empedocle, Frammenti e testimonianze, Collana Testi a fronte, Milano, Bompiani, 2002.
- Sofocle, Le tragedie, Collana Grandi Classici tascabili, Venezia, Marsilio, 2004; Collana UEF, Milano, Feltrinelli, 2022.
- Euripide, Le tragedie, 2 voll., Collana Grandi Classici tascabili, Venezia, Marsilio, 2007; Collana UEF, Milano, Feltrinelli, 2022.
- Le parole dei Sapienti. Senofane, Parmenide, Zenone, Melisso, Collana UEF. I Classici, Milano, Feltrinelli, 2010, ISBN 88-07-822-18-0.
- Eschilo, Euripide, Sofocle, Tutte le tragedie. Testo greco a fronte, Collezione Il pensiero occidentale, Milano, Bompiani, 2011. [riunisce tutte le versioni già apparse per l'editore Marsilio]
- Le lamine d'oro orfiche, Alpignano, Tallone Editore, 2012.
- Eleusis e Orfismo. I Misteri e la tradizione iniziatica greca, Collana UEF. I Classici, Milano, Feltrinelli, 2015.[5]
- Eraclito, Dell'Origine, Collana UEF. I Classici, Milano, Feltrinelli, 2016.
- Negli abissi luminosi. Sciamanesimo, trance ed estasi nella Grecia antica, Collana UEF, Milano, Feltrinelli, 2021.[6][7]
- Parmenide, Dell'origine, Collana UEF. I Classici, Milano, Feltrinelli, 2023.
- Saffo, L'amore, le Muse, la bellezza, l'incanto, il rito, Collana Letteratura universale, Venezia, Marsiliol, 2024, ISBN 978-88-297-2075-0.
- Pitagora, il Maestro segreto. Il padre della Sapienza tra misticismo, scienza e politica, Collana UEF, Milano, Feltrinelli, 2025.